# Muhammad Hedžází
Muhammad Hedžází (persky سید محمد حجازی‎; 20. ledna 1956 – 20. dubna 2021) byl íránský brigádní generál a bývalý velitel milicí Basídž. Byl zástupcem velitele íránských ozbrojených sil.